# Maciej Makarewicz
Stefan Maciej Makarewicz (ur. 8 lipca 1912 w Krakowie, zm. 1 września 2009) – polski grafik, ilustrator, plakacista, pedagog ASP w Krakowie.

## Życiorys
Był synem lwowskiego malarza Juliusza Makarewicza. W latach 1931–1937 studiował w Akademii Sztuk Pięknych w Krakowie w pracowni Władysława Jarockiego, Fryderyka Pautscha, Ignacego Pieńkowskiego, Karola Frycza i Wojciecha Weissa. Dyplom uzyskał w 1938. Po wojnie rozpoczął pracę pedagogiczną w ASP w Krakowie. W latach 1946–1949 asystent Zbigniewa Pronaszki. W latach 1968–1972 kierownik pracowni plakatu na Wydziale Grafiki, dziekan Wydziału Grafiki. Makarewicz posiadał tytuł docenta. Z przyczyn nie akceptacji wniosku o profesurę przez Komitecie Miejskim PZPR tytułu profesora nie otrzymał, mimo pełnej akceptacji wniosku przez Senat ASP. Był także kierownikiem artystycznym Polskich Wydawnictw Muzycznych w Krakowie. Tworzył na potrzeby Kościoła efektem jego działalności jest ponad sto realizacji witraży według jego projektu, kilkanaście dużych polichromii i fresków, liczne obrazy o tematyce religijnej i drogi krzyżowe.